# Miconia caesariata
Miconia caesariata es una especie de planta con flor en la familia de las Melastomataceae. Es endémica de Ecuador.

## Distribución y hábitat
Es un arbusto o arbolito endémico de Ecuador, donde ocho poblaciones son conocidas en la vertiente oriental de los Andes. No está confirmada en el interior de la red de áreas protegidas de Ecuador, pero probablemente se encontró en las  áreas protegidas de Podocarpus, Sangay, Llanganates, Sumaco-Napo-Galeras, Antisana y Cayambe-Coca. En 1997, la UICN clasifica a la especie como "rara" (Walter y Gillett 1998); en la lista de 1998 se redujo a Preocupación menor (Oldfield et al . 1998). Aparte de la destrucción del hábitat, no se conocen amenazas específicas.

## Taxonomía
Miconia caesariata fue descrita por Wurdack y publicado en Phytologia 38(3): 294–295. 1978.
Etimología
Miconia: nombre genérico que fue otorgado en honor del botánico catalán Francisco Micó.
caesariata: epíteto latíno que significa "con largos pelos"